# 杜均衡

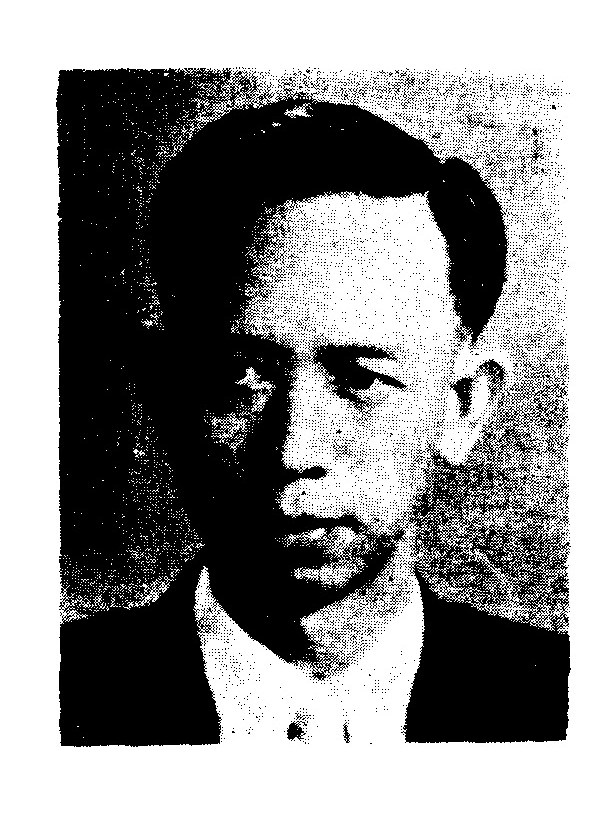
杜均衡近照

杜均衡（1910年—1983年9月13日），名華權，四川乐至人，中华民国政治人物，中華民國第一屆立法委員，曾任財政部政務次長。元配謝素雲，生有一子杜九森，1949西南失陷之際，留下妻兒隨國府撤退台灣，而後在台別娶。1983年去世，其與元配之子杜九森欲來台奔喪遭國府拒絕入境，此事稱為杜九森事件，消息當時遭台灣當局封鎖。。

## 生平[2][3][4]
杜均衡是四川省樂至縣牌樓鄉人。幼年先後就讀於樂至縣福音堂美以美會高小、資陽中學。上海中國公學大學部法科經濟系畢業，繼受訓中國國民黨中央訓練團黨政班第二十二期。
民國廿四年（1935年），回縣任樂至縣立中學教員。
民國廿五年（1936年），任四川省立宜賓中學訓育主任。
民國廿九年（1940年），後歷任三民主義青年團四川支團部幹事兼組訓組長、中國國民黨成都市黨部執行委員、四川省黨部委員兼組織處科長，稅捐稽征處長。
民國卅四年（1945年），任中國國民黨四川省黨部執行委員兼組織科長，兼任私立成華大學及省立會計專科學校教授。
民國卅四年（1945年），國民政府實行“破岸均稅”新稅制，危及鹽業生存和鹽工就業，杜均衡被鹽商推為代表，聯合川北鹽區各縣代表，分赴成都、重慶向四川省政府，西南行政長官公署呼籲，詳陳鹽業、鹽商、鹽工困苦，及歷來施行等差徵收鹽稅之慣例，請求酌減川北鹽稅，以纖民困。民國卅八年（1949年）10月，國民政府批准川北鹽稅，每擔由徵稅6．5元減為4元，使川北鹽商的困難，得到一定緩解。
民國卅六年（1947年）6月，遞補四川省參議會參議員。民國卅七年（1948年），當選四川省第九選區第一屆立法委員。
到臺灣後，仍任立法委員，兼任私立東吳大學及天主教輔仁大學教授革命實踐研究院第十期結業。
民國五十二年（1963年）12月，任財政部政務次長，兼亞洲開發銀行副理事，國家建設計劃委員會計劃委員，中國銀行監察人及董事。同年被聘為中國國民黨第九屆中央評議委員。
民國五十八年（1969年），調任臺灣省政府委員兼財政廳廳長
民國六十年（1971年），兼任臺灣土地開發股份有限公司董事長，臺灣銀行常務董事。
民國六十一年（1972年）6月，省府改組，奉調復任財政部政務次長，兼任國際復興開發銀行副理事，中國農民銀行常務董事。後出任財團法人中小企業信用保證基金會董事長。
民國七十二年（1983年）9月13日，因胃癌病逝於臺北市中山紀念醫院，享年73歲。

## 立法院出席會期[5]
- 第1屆第32會期:財政委員會
- 第1屆第31會期:財政委員會(召委)
- 第1屆第29會期:財政委員會(召委)
- 第1屆第28會期:財政委員會(召委)
- 第1屆第27會期:財政委員會(召委)
- 第1屆第26會期:財政委員會(召委)
- 第1屆第25會期:財政委員會
- 第1屆第24會期:財政委員會(召委)
- 第1屆第23會期:財政委員會(召委)
- 第1屆第22會期:財政委員會(召委)
- 第1屆第21會期:財政委員會(召委)
- 第1屆第20會期:財政委員會
- 第1屆第19會期:財政委員會
- 第1屆第18會期:財政委員會(召委)
- 第1屆第17會期:財政委員會(召委)
- 第1屆第16會期:財政委員會
- 第1屆第15會期:財政委員會
- 第1屆第14會期:財政委員會
- 第1屆第13會期:財政委員會
- 第1屆第12會期:財政委員會
- 第1屆第11會期:財政委員會
- 第1屆第10會期:財政委員會
- 第1屆第10會期:經濟委員會
- 第1屆第9會期:經濟委員會
- 第1屆第9會期:財政委員會
- 第1屆第8會期:財政委員會
- 第1屆第8會期:經濟委員會
- 第1屆第7會期:經濟委員會
- 第1屆第7會期:財政委員會(召委)
- 第1屆第6會期:財政委員會(召委)
- 第1屆第6會期:內政委員會
- 第1屆第5會期:財政委員會(召委)
- 第1屆第1會期:內政及地方自治委員會
- 第1屆第1會期:經濟及資源委員會
- 第1屆第1會期:財政及金融委員會(召委)

## 著作
- 「五四的階段認識」，青年人，1941，第3期
- 「財政學」，民53
- 「地方財政概況及革新措施」，六十年國家建設研究會財政研究會，民60
- 「財經文存」，財政部財稅人員訓練所，民71